# Alsény Camara Agogo
Alsény Camara Agogo (sinh ngày 4 tháng 1 năm 1995) là một cầu thủ bóng đá người Guinée thi đấu cho HUS Agadir theo dạng cho mượn từ AS Kaloum và cho đội tuyển quốc gia Guinée. Anh thi đấu ở vị trí tiền đạo trung tâm.

## Sự nghiệp quốc tế

### Bàn thắng quốc tế
Tỉ số và kết quả liệt kê bàn thắng của Guinée trước.
| #  | Ngày                | Địa điểm                                         | Đối thủ | Tỉ số | Kết quả | Giải đấu                           |
| -- | ------------------- | ------------------------------------------------ | ------- | ----- | ------- | ---------------------------------- |
| 1. | 18 tháng 1 năm 2018 | Sân vận động Régional Nyamirambo, Kigali, Rwanda | Tunisia | 1–1   | 2–2     | Giải vô địch bóng đá châu Phi 2016 |
| 2. | 18 tháng 1 năm 2018 | Sân vận động Régional Nyamirambo, Kigali, Rwanda | Tunisia | 2–2   | 2–2     | Giải vô địch bóng đá châu Phi 2016 |